# Paul Pietsch
Paul Pietsch (n. 20 iunie 1911, Freiburg im Breisgau, Reich-ul German – d. 31 mai 2012, Titisee-Neustadt, Baden-Württemberg, Germania) a fost un pilot german de Formula 1 care a evoluat în Campionatul Mondial între anii 1950 și 1952.